# Akure
Akure és una ciutat del sud-oest de Nigèria. És la ciutat més gran i capital de l'estat d'Ondo. La ciutat té una població de 588.000 habitants, d'acord amb la Wikipedia en anglès que cita el cens de l'any 2006, no obstant a la pàgina web oficial de l'estat, citant "la més recent estadística" indica 484.798 habitants repartits entre dos Àrees de Govern Local (Akure North i Akure South) dels que només uns 200.000 serien habitants pròpiament de la ciutat; està habitada molt majoritàriament per gent de l'ètnia ioruba.

## Història
S'han trobat roques gravades que daten del període Mesolític a la rodalia d'Akure. També el més antics dels homo sapiens trobats mai a l'Àfrica Occidental, que tindria uns 11.000 anys d'antiguitat, fou descobert a la mateixa zona.
Per la història oral s'esmenta la fundació d'un regne al segle xii que ha persistit fins al dia d'avui com autoritat tradicional. Per la història d'aquest regne vegeu Regne d'Akure